# Луковкин, Гавриил Амвросиевич
Гаврии́л Амвро́сиевич Лу́ковкин (1772—1849) — генерал-майор Войска Донского, участник Кавказских походов и Наполеоновских войн.

## Биография
Родился Гавриил Амвросиевич 29 февраля 1772 года. О своем детстве Луковкин в своих воспоминаниях пишет, что сообразно тогдашним понятиям о воспитании он хотя и учился грамоте, но более упражнялся в верховой езде, в которой делал быстрые и блестящие успехи, и 1 января 1780 г.  — в восемь лет был записан в службу казаком.
Осенью 1783 г., в чине полкового есаула (произведён 1 августа 1783 г.), под предводительством войскового атамана Иловайского находился в походе за Кубань для наказания ногайских татар, ушедших туда из русского подданства, но в военных действиях ещё не участвовал. Через два года Луковкин поступил к Иловайскому войсковым есаулом, а в 1787 г. был произведён в войсковые старшины и в этом чине, командуя полком своего имени, в 1790—1792 г. ходил к Кубани, содержал на её берегах передовую цепь и часто имел схватки с кубанцами и турками.
Особенно отличился он деле близ Малого Зеленчука в сентябре 1790 г., где выдержал жестокий напор неприятельской конницы и, опрокинув её, отбил 2 знамени, орудие и взял в плен самого сераскира Батал-пашу вместе с десятью человеками его свиты, в числе которых был один кадий. За этот блестящий подвиг Луковкин был произведён в премьер-майоры.
Возвратясь на Дон в исходе 1792 г., он в следующем году был командирован от войскового гражданского правления к р. Хопру для выбора семейных казаков к поселению на Кавказской линии, где они должны были образовать собой оплот против вторжений горских племен в границы России.
В декабре 1797 г. Луковкин был произведён в подполковники. Затем, произведённый в полковники, он вышел в отставку (1799 г.), но в 1808 г. снова поступил на службу, будучи назначен бригадным командиром Донских полков в Молдавскую армию. Командуя Донским своего имени полком и в то же время ещё 2 полками, Луковкин принял участие во многих делах с турками в 1809, 1810 и 1811 гг..
За участие при взятии Бабодага и покорении крепостей Гирсова и Кюстенджи он удостоился Высочайшей благодарности. В сентябре 1809 г. под предводительством князя Багратиона он участвовал в сражении при Рассевате, где командовал особым казачьим отрядом и содействовал нашей победе.
Посланный в Санкт-Петербург с донесением о Рассеватском сражении, он был награждён государем бриллиантовым перстнем. Летом 1810 г. под начальством графа Каменского Луковкин участвовал в многочисленных стычках с неприятелем у крепости Шумлы; за дело под Шумлой получил 1 марта 1811 г. орден св. Георгия 4-го класса за № 995
В воздаяние отличнаго мужества и храбрости, оказанных против турок при вылазке из крепости Шумлы 26 июня, где с примерною неустрашимостию бросившись на неприятеля в атаку, гнал онаго, поражая, до самого укрепления и потом в наилучшем устройстве и порядке привел вверенную часть войска в прежнюю позицию
Далее он находился при покорении Систова и Никополя; после того, состоя в корпусе генерал-лейтенанта Эссена, оставался на правом берегу Дуная при Туртукае и с тремя казачьими полками содержал наблюдательную цепь между Рущуком и Силистрией. Отсюда в 1811 г. он был послан за Плевну к Балканским горам, где содержал передовые посты поблизости Этрополя и Врацы в Болгарии. После того командовал аванпостами впереди Рущука, успешно отражал нападения турок и, срывая их пикеты, доставлял в главную квартиру сведения о неприятельских войсках.
В июне, находясь в войсках Кутузова, расположенных на Туртукайской дороге, успешно отражал нападение многочисленных сил верховного визиря, вознамерившегося овладеть занятым русскими Рущуком, и принудил его к отступлению. За это дело Луковкин получил Монаршее благоволение, объявленное ему в особом именном Высочайшем рескрипте.
После Рущукского сражения Кутузов велел начальнику отряда генералу Гамперу перейти Дунай и овладеть Силистрией и Туртукаем. Генерал Гампер возложил на Луковкина овладение Силистрией, подкрепив его двумя эскадронами Смоленского драгунского полка и пятью сотнями болгар, но запретив брать с собой пушки. «Я уверен в вашей опытности, — писал Гампер, — и без сомнения полагаю потому благополучный успех». Собрав в окрестных селениях рыбачьи лодки, Луковкин приказал связать их по две вместе и, устроив таким образом паромы, в тёмную ночь на 12 октября 1810 г. переправил через Дунай войска и занял к рассвету высоты выше Силистрии; часть болгар перешла ниже крепости. Появление русских было столь неожиданно, что турки совершенно растерялись и сдали крепость, причем паша Иллик-Оглу едва спасся бегством. Трофеями были 1000 пленных, 12 орудий, 8 знамён, арсенал, перевозные суда. За этот подвиг Луковкин был награждён орденом св. Владимира 3-й степени с обозначением в грамоте, что награда эта пожалована ему «за отличную храбрость, мудрое распоряжение и присутствие духа, через которые покорена Силистрия».
По взятии Силистрии Луковкин был назначен в состав резервного корпуса армии адмирала Чичагова, участвовал в походе на Волынь и был в делах против австрийских и саксонских войск при д. Ольшане, при Дубках, при Шебрине, при Ямне и при Задворцах. Во время наступления войск адмирала Чичагова на армию князя Шварценберга Луковкин находился с казачьими полками в авангарде графа Ламберта и за удачные действия против французов удостоился благодарности графа. После этого он находился в летучем отряде флигель-адъютанта полковника Чернышёва, а по занятии Чичаговым Минска был командирован к местечку Игумену с приказанием открыть неприятелей и войти в связь с полковником Палагейкой, шедшим из Бобруйска.
Встретив у Игумена дивизию Домбровского, Луковкин сначала принудил её отступить к Могилёву, а затем, соединившись с подошедшим Палагейкою, двинулся на преследование польской дивизии (в то время уже разбитой Ламбертом), настиг арьергард и при деревне Уша принудил его сдаться. В этом деле был взят в плен начальник арьергарда, полковник Симановский, со всеми офицерами, отбиты два французских орла и захвачен весь обоз.
После этого Луковкин, усиленный Волынским уланским полком и ротой конной артиллерии, примкнул к отряду графа Орурка, посланного к нижней Березине для открытия неприятеля. Необходимо сказать, что заслугой Луковкина и его казаков является своевременное открытие отвлекающего манёвра Наполеона, благодаря чему вражеские войска были вовремя атакованы и Березину смогли перейти лишь около 3000 человек. По возвращении графа Орурка к армии и после переправы Наполеона через Березину Луковкин поступил 17 ноября в авангард армии Чичагова к генералу Чаплицу. Приняв там начальство над четырьмя казачьими полками и находясь с ними в преследовании французов от Березины до Вильны, Луковкин беспрерывно тревожил и утомлял бегущего неприятеля. Трофеями его были два гвардейских штандарта, 70 пушек и большое количество пленных.
По взятии Вильны Луковкин находился под командою графа Орурка при отряде Платова, теснившем французов до Ковны. В январе-феврале 1813 г. он был при изгнании неприятеля из Бромберга и занятии Познани.
Из Познани Луковкин со своим полком был командирован в Калиш для присутствия на Высочайшем смотре. Отличная обмундировка и бодрое и веселое настроение людей доставили Луковкину Высочайшее благоволение, и по непосредственному выбору государя ему были вверены 3 казачьих полка для занятия постов по речке Премзе до устья её на границе Пруссии и для защиты прусских заводов. Выступив по сему назначению и подойдя к Ченстохову, занятому Понятовским, который производил набор поляков для армии Наполеона, Луковкин окружил город, сбил неприятельские пикеты и преследовал Понятовского до австрийской цепи, где принужден был прекратить преследование, имея запрещение вступать в дело с австрийцами. По прибытии в Ченстохов генерала Сакена Луковкин поступил в его авангард и шёл с ним во время отступления австрийского корпуса до Кракова, а по занятии его Сакеном двинулся на Бреславль.
В это время пришло известие о прекращении военных действий; перемирие с французами продолжалось до начала августа. В течение этого времени Луковкин продолжал командовать аванпостами Сакена и 16 июня был произведён в генерал-майоры. В первых числах августа возобновились военные действия. Корпус Сакена поступил в Силезскую армию фельдмаршала Блюхера и стал на её правом крыле у Лигница, откуда, по разбитии неприятельского авангарда при Кейзерсвальде, пошёл в Бунцлау.
Во время этих действий Луковкин имел встречи с неприятелем 7-го, 14-го, 15-го и 17 августа, а затем, получив приказание идти к селению Колькректу, он ночью напал на это селение и перебил большую часть людей, причем начальник полка и несколько офицеров со 165 рядовыми были взяты в плен. После этого, узнав о приближении шести эскадронов французской конницы к Колькректу, Луковкин неожиданно напал на них, опрокинул и шёл до Гроссенгейна, где бежавшие скрылись за встреченной ими французской пехотой.
Вскоре туда подошёл авангард Васильчикова. В это время завязалась перестрелка князя Мадатова с 15-ю эскадронами французов. Луковкин, перейдя реку, скрытно обскакал неприятеля и ударил ему во фланг, чем принудил его дать тыл. Соединённые отряды князя Мадатова и Луковкина гнали французов неослабно. После этого дела французский корпус, расположенный близ Гроссенгейна, начал ночью отступать; Луковкин, заметив это, бросился преследовать его до Мейссена, куда на следующее утро прибыл корпус Сакена. За блистательные авангардные действия Луковкин был награждён орденом св. Анны 1-й степени.
16 сентября Луковкин был в деле при Мейссене, откуда усиленным маршем двинулся на соединение с Блюхером, находившимся у переправы через Эльбу. Узнав, что французы вошли в Дюбен и уничтожили за собой мост, он донес об этом Блюхеру, а сам снова присоединился к авангарду Сакена, между тем перешедшему на левый берег Эльбы.
В первый день Лейпцигской битвы Луковкин с четырьмя полками атаковал конный отряд, отставший от корпуса маршала Нея, опрокинул его и захватил три орудия. На другой день в присутствии фельдмаршала Блюхера, близ селения Эйстриц он атаковал с 8-ю полками многочисленную французскую конницу, сбил её с позиции и прогнал за пехоту, стоявшую готовой к бою. В оба эти дня и в день главной битвы 6 октября Луковкин постоянно сражался с французами, а по ночам содержал передовую цепь.
Когда Наполеон, отступавший от Лейпцига, приказал уничтожить все мосты на Эльстере, Луковкин первый открыл место, где хотя с трудом, но можно было переправиться через реку. Догадавшись об уходе неприятельской армии по потухающим огням, Луковкин перед рассветом на 8 октября с 8-ю казачьими скрытно подошёл к Маркрантштету, атаковал беспечно расположившуюся там пехоту, произвёл в ней большое смятение и взял в плен 13 офицеров и до 2000 рядовых, после чего, присоединясь к Васильчикову, продолжал идти вслед за Наполеоном до Вейсенфельса. 7 октября 1813 г. Луковкин был удостоен ордена св. Георгия 3-го класса за № 332
воздаяние отличнаго мужества и храбрости, оказанных в сражении против французских войск 6 октября под Лейпцигом
Когда французы после Лейпцигской битвы отступили за p. Салу, Луковкин шёл в авангарде Васильчикова через Тенштет и Эйзенах до Кобленца, и по прибытии главной армии союзников к Франкфурту содержал аванпостную цепь вверх по Рейну от Мангейма до моста против Майнца.
По переправе корпуса Сакена через Рейн близ Мангейма Луковкин был отряжен с казаками к Нейштадту, разбил находившийся там конный неприятельский отряд и взял много пленных. На другой день, 21-го он атаковал у Тюркгейма французскую кавалерийскую бригаду и полонил командовавшего ей полковника и нескольких нижних чинов.
Углубясь в пределы Франции, Луковкин находился в сражениях при Бриенн-Ле-Шато, Ла-Ротьере, Лаферте-су-Жуар и 30 января в кровопролитном Монмиральском сражении. К концу этого сражения, когда Сакен начал отступать к Шато-Тьерри, Луковкин находился с двумя казачьими полками у селения Марше и был отрезан французами от корпуса Сакена. Из такого затруднительного положения он не только вышел благополучно, но и ещё прикрыл отступление равномерно отрезанной французами дивизии Талызина.
На следующий день, 31, он находился в деле при Шато-Тьерри, 2 февраля бился под Вошаном и Жуанвилем, 13-го при Сезане, а 23-го был в Краонском сражении, где неприятельское ядро сильно контузило его в левую руку; тем не менее, он не оставил полка и через день, 25 февраля, был в Лаонском сражении.
13 марта Луковкин участвовал в знаменитой Фер-Шампенуазской битве; после занятия Парижа был послан на дорогу к Фонтенебло, для содержания передовой цепи против бывшей там армии Наполеона.
По окончании войны в апреле 1814 г. Луковкин следовал к Майнцу, где принял под своё начальство колонну из 12-ти казачьих полков и довёл её до Веймара. Здесь, вследствие болезненного состояния здоровья, он принужден был остановиться и был уволен Сакеном для излечения в Варшаву. Вслед за тем Луковкин отправился на родину и с этих пор уже не принимал более участия в сражениях. По вступлении в Париж император Александр I пожаловал Луковкину алмазные знаки ордена св. Анны 1-й степени и дважды объявил ему благоволение.
Продолжая службу в Донском войске, он исполнял разные возлагаемые на него начальством поручения. Между прочим, по воле войскового атамана графа Платова он производил смотр казакам, обращенным из отставных в служилые, и по приказанию наказного атамана Кутейникова делал инспекторский смотр возвратившемуся в 1831 г. из Турции и Польши Атаманскому наследника цесаревича полку. В том же году за содействие к распространению горной промышленности в южном крае России он был пожалован бриллиантовым перстнем. 11 марта 1836 г. окончательно вышел в отставку.
Последние годы жизни Луковкин проводил в селе Амвросиевке и посвящал свои досуги сельскому хозяйству. Скончался он в 1849 г.
26 августа 1904 г. имя генерала Луковкина как вечного шефа было дано 10-му Донскому казачьему полку.

## Семья
Отец — Амвросий Гавриилович Луковкин, генерал от кавалерии, прославившийся во время Семилетней войны и Пугачевского бунта; мать — из древнего рода Иловайских, записанного в летописях Донского Войска.
- Жена — Дарья Васильевна, урождённая Иловайская[3].